# Lighthouse: Center for Human Trafficking Victims
Lighthouse: Center for Human Trafficking Victims (en japonais : 人身取引被害者サポートセンター　ライトハウス) est une organisation à but non lucratif basée à Tokyo, au Japon, qui travaille à éradiquer la traite des êtres humains et l'esclavage moderne. Il était anciennement connu sous le nom de "Polaris Project Japan" (ポラリスプロジェクトジャパン).

## Histoire et objectif
Lighthouse a été fondé en août 2004 par Shihoko Fujiwara. L'année suivante, Lighthouse a créé la seule ligne d'assistance téléphonique nationale pour les victimes de la traite et celles qui souhaitent signaler une éventuelle activité de traite au Japon. Depuis lors, la ligne d'assistance téléphonique a été utilisée comme source d'informations sur la traite dans tout le pays. La hotline offre des consultations à une centaine de victimes ou de membres de leur famille chaque année.
En plus de maintenir sa ligne directe de consultation et de conseil, l'organisation s'engage dans un travail de sensibilisation et de plaidoyer auprès du public. Par exemple, le directeur a demandé que le matériel impliquant des enfants de moins de 18 ans clairement créé dans le but de satisfaire l'excitation sexuelle soit réglementé en tant que pornographie enfantine.

## Distinctions
En 2011, la directrice et fondatrice de Lighthouse, Shihoko Fujiwara, a été nommée l'une des « 100 personnes refaisant le Japon » par Aera Magazine, et en 2012, elle a parlé du commerce du sexe japonais lors de la  Conférence TED à Tokyo.